# ریدزبرگ (ویسکانسین)
ریدزبرگ، ویسکانسین  (به انگلیسی: Reedsburg) شهری در شهرستان سواک ایالت ویسکانسین است که در سال ۱۸۸۷ بنیان‌گذاری شده‌است. این شهر طبق سرشماری سال ۲۰۱۰ میلادی ۱۰٬۰۱۴ نفر جمعیت داشته‌است.